# Graueria
Genre
Graueria est un genre monotypique de passereaux dont la famille est de placement taxinomique incertain. Il comprend une seule espèce de grauérie.

## Répartition
Ce genre se trouve à l'état naturel en Afrique centrale.

## Liste des espèces
Selon la classification de référence du Congrès ornithologique international (version 8.1, 2018) :
- Graueria vittata Hartert, 1908 — Grauérie striée, Fauvette de Grauer, Nasique striée, Timalie de Grauer.